# Dieta taoista
La dieta taoista és propera a la dels budistes i hindús. No es recomana carn, ja que no satisfà les deïtats. Les fruites, les verdures i la cuina van de la mà amb una restricció de les llaminadures.
Mentre hi ha moltes escoles històriques i modernes de taoisme, amb ensenyaments diferents sobre el tema, hom pot dir que molts sacerdots taoistes consideren la seva dieta extremadament important en relació al seu físic, a la seva salut mental i espiritual, especialment amb relació a la quantitat de qi en el menjar.

## Dejuni
Alguns taoistes antics van promoure les dietes bigu (xinès simplificat:辟谷; xinès tradicional:辟穀; pinyin: bìgǔ; Wade–Giles: pi-ku; literalment "evitar el gra"), basada en la creença que la immortalitat podria ser aconseguida d'aquesta manera. Als antics textos taoistes, Taiping Jing, es suggereix que hi havia individus que van assolir l'estat de complet ziran sense necessitat d'aliments, en absolut, i podrien sobreviure absorbint el txi còsmic.

## Vegetarianisme
La paraula cai (xinès: 菜) sobre menjar significa verdura de fulla verda. La invenció del tofu, un menjar vegetarià, pertany al taoisme. La literatura taoista i determinades ordres religiosos sovint animen als practicants a ser vegetarians per minimitzar els mals, perquè totes formes de vida són considerades sensibles. La restricció dietètica en el taoisme, tanmateix, és molt variada.